# Bahreini labdarúgó-válogatott
A bahreini labdarúgó-válogatott – avagy becenevükön A Vörösök – Bahrein nemzeti csapata, amelyet a bahreini labdarúgó-szövetség irányít.

## Világbajnoki szereplés
- 1930–1974: Nem indult
- 1978: Nem jutott be
- 1982: Nem jutott be
- 1986: Nem jutott be
- 1990: Visszalépett
- 1994: Nem jutott be
- 1998: Nem jutott be
- 2002: Nem jutott be
- 2006: Nem jutott be
- 2010: Nem jutott be
- 2014: Nem jutott be
- 2018: Nem jutott be

## Ázsia-kupa-szereplés
- 1956: Nem indult
- 1960: Nem indult
- 1964: Nem indult
- 1968: Nem indult
- 1972: Nem jutott be
- 1976: Visszalépett
- 1980: Visszalépett
- 1984: Nem jutott be
- 1988: Csoportkör
- 1992: Nem jutott be
- 1996: Visszalépett
- 2000: Nem jutott be
- 2004: 4. hely
- 2007: Csoportkör
- 2011: Csoportkör
- 2015: Csoportkör